# Lojas Renner
Lojas Renner o Renner es una empresa brasileña de venta de ropa y accesorios fundada en Porto Alegre en 1922 con el inicio de las actividades fabriles del entonces Grupo A.J. Renner y se desvinculó del grupo fundado por el gaúcho Antônio Jacob Renner recién en 1965 cuando sus tiendas comenzaron a tener un formato más próximo al actual.
Es el mayor minorista de ropa del Brasil, participa en el mercado del e-commerce desde el 2010. Sus operaciones engloban el segmento de casa y decoración, moda plus size, un segmento especializado en moda joven y una plataforma de reventa de ropas y accesorios de moda.
Actualmente cuenta con 672 tiendas, de las que 435 funcionan bajo la marca "Lojas Renner" (incluyendo 10 tiendas en Uruguay y 4 en Argentina), 123 bajo la marca "Camicado", 114 con "Youcom" y 13 como "Ashua".